# El Picacho (El Salvador)
El Picacho es un cerro en El Salvador que se ubica en el volcán de San Salvador, junto al Boquerón. Alrededor del Picacho se encuentran otras elevaciones.

## Información
El Picacho en sí, no es otra cosa que una prominencia: parte del volcán, consecuencia, de erupciones volcánicas pasadas, ocurridas hace miles de años, cuando el volcán perdió 1000 m de altitud. Actualmente, en lugar de encontrar un cono volcánico, lo que encontramos es una prominencia consiste en tres masas, dos de ellas mayores: una llamada el Picacho de 1959.97m; otra conocida como El Boquerón de 1839.39m, que incluye un cráter de 1,5 km de ancho, y una tercera elevación menos prominente al noreste del cráter llamada El Jabalí (1,397 m).